# Фурус-ді-Бревіс (мікрорегіон)
Фурус-ді-Бревіс (порт. Microrregião de Furos de Breves) — мікрорегіон в Бразилії, входить в штат Пара. Складова частина мезорегіону Маражо. Населення становить 204 114 чоловік (на 2010 рік). Площа — 30 098,373 км². Густота населення — 6,78 чол./км².

## Склад мікрорегіону
До складу мікрорегіону включені наступні муніципалітети:

Фурус-ді-Бревіс на карті

1. Афуа
2. Анажас
3. Бревіс
4. Курралінью
5. Сан-Себастьян-да-Боа-Віста

| Бразилія | Це незавершена стаття з географії Бразилії. Ви можете допомогти проєкту, виправивши або дописавши її. |